# Ouainville
Ouainville – miejscowość i gmina we Francji, w regionie Normandia, w departamencie Sekwana Nadmorska.
Według danych na rok 1990 gminę zamieszkiwało 450 osób, a gęstość zaludnienia wynosiła 64 osoby/km² (wśród 1421 gmin Górnej Normandii Ouainville plasuje się na 491. miejscu pod względem liczby ludności, natomiast pod względem powierzchni na miejscu 534.).